# Кастаньеты
Кастанье́ты (исп. castañetas, от лат. castanea — каштан) — парный ударный музыкальный инструмент, каждая часть которого состоит из двух пластинок-ракушек, соединённых шнурком. Наибольшее распространение получили в Испании, Южной Италии и Латинской Америке.

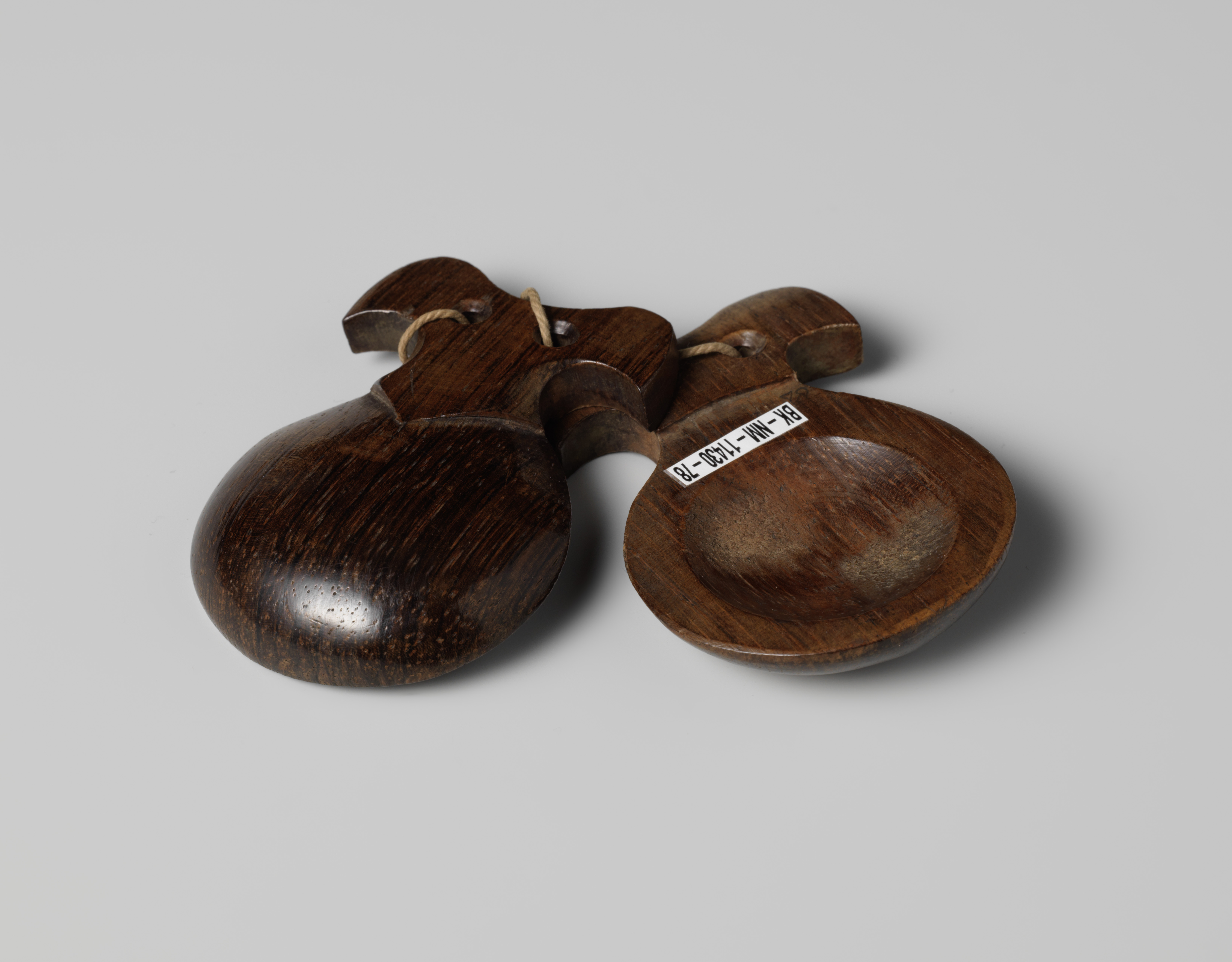
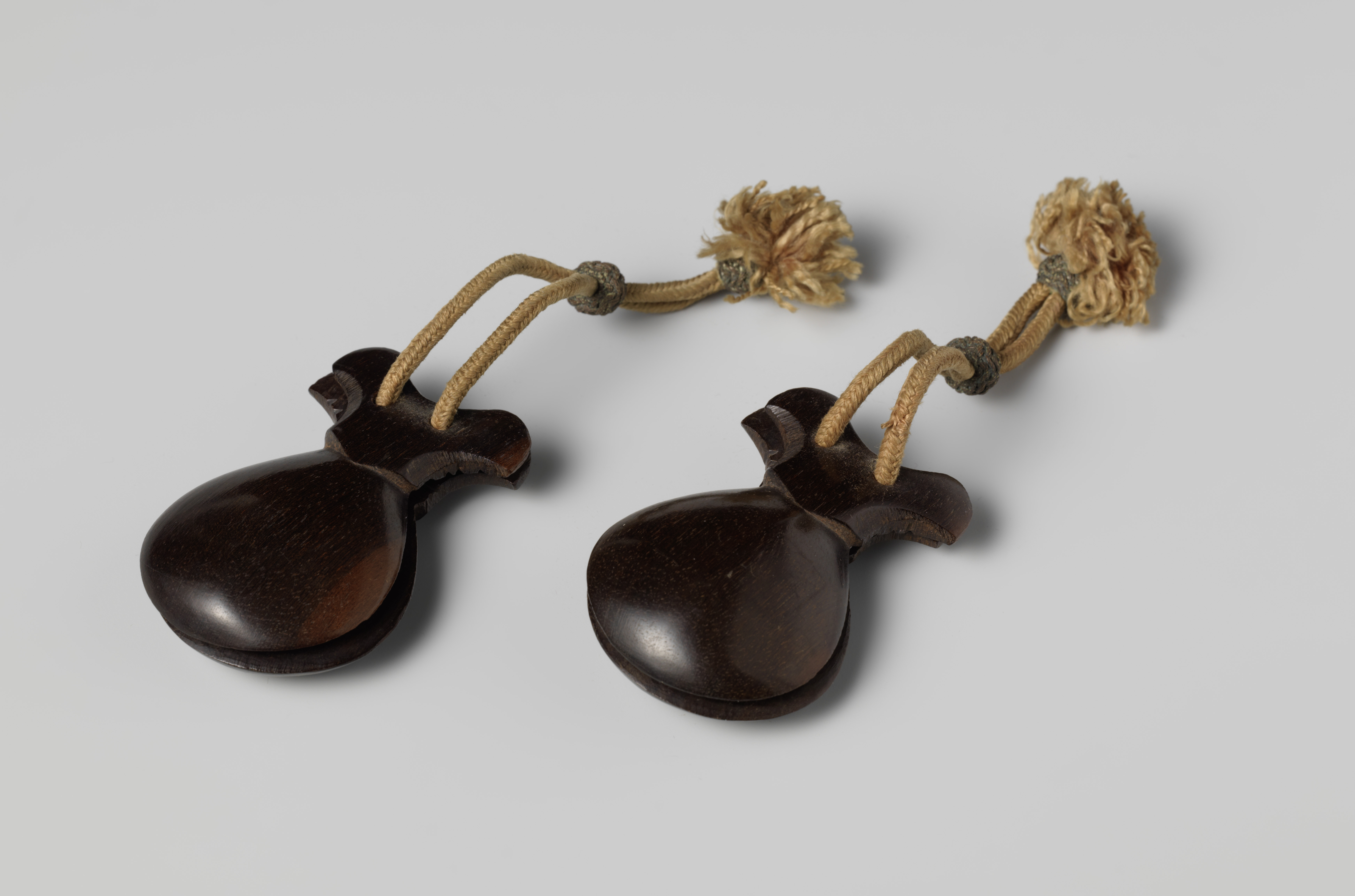

## История
Название кастаньеты происходит от испанского castañuelas — маленькие каштаны, так как первые кастаньеты часто изготавливались из древесины каштана, либо из-за внешнего сходства отдельной кастаньеты с двумя половинчатыми орехами каштана. В Андалусии их также называют palillos — палочки.
В Древней Греции использовались подобные кастаньетам кроталы. В Испании кастаньеты появились во времена арабского завоевания Пиренейского полуострова (в VIII веке или позднее). В Центральной Европе они появились в конце XVI-го. В Средней Азии известны узбекские и таджикские каменные кастаньеты кайрак.

## Описание

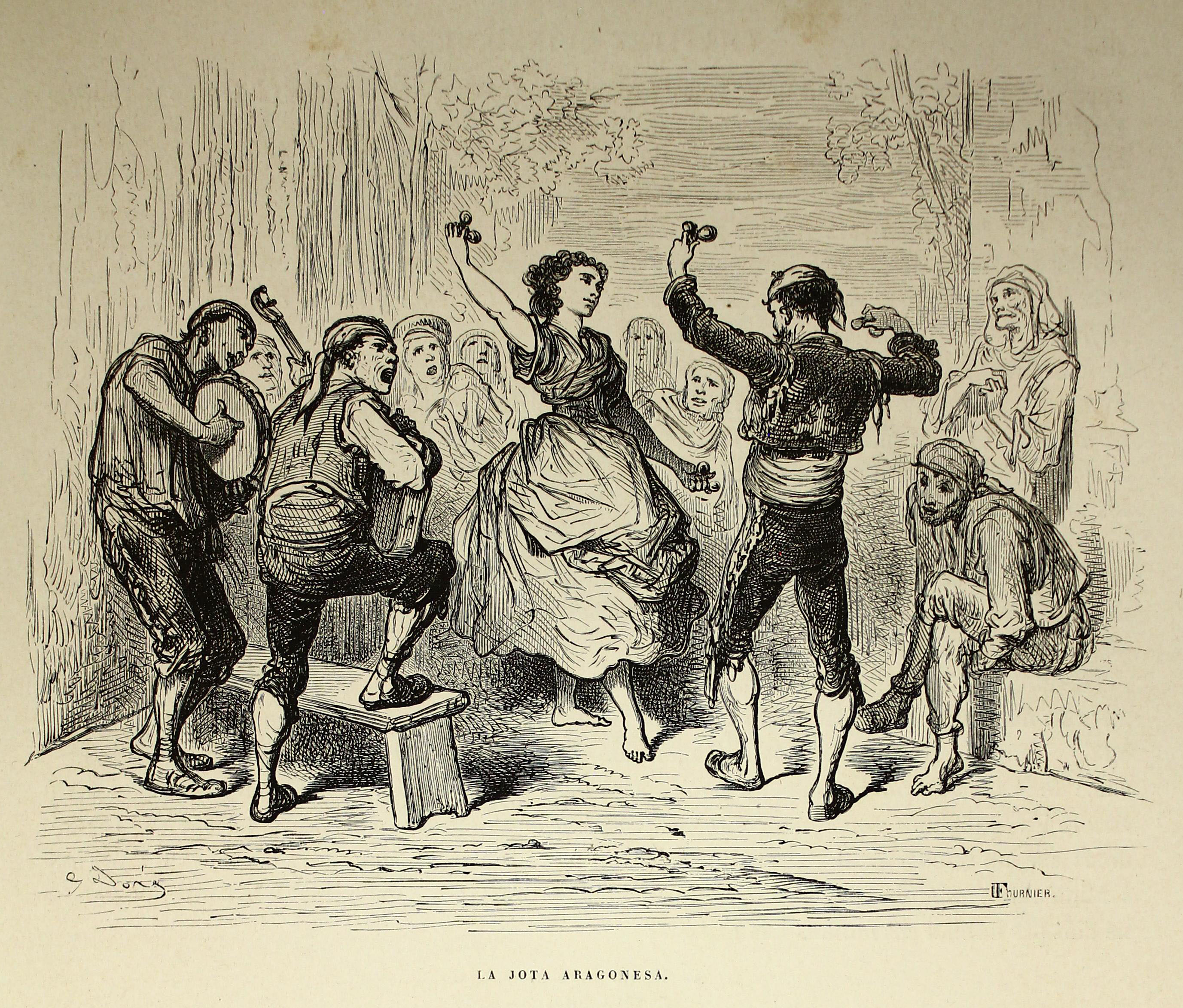
Арагонская хота (гравюра Гюстава Доре, 1874)

Традиционные кастаньеты состоят из малой (называемой эмбра, исп. hembra — женщина) и большой кастаньеты (мачо, macho — мужчина). На малой, удерживаемой в правой руке, отбивается основная часть ритма, на большой — его опорные точки. Они используются танцорами (мужчинами и женщинами) во время исполнения испанских танцев (хота, качуча, танцы стиля фламенко). При сопровождении песен на них исполняют только отыгрыш (ритурнель) во время перерыва партии голоса.
Изготавливаются из твёрдых пород древесины, из пластмассы, стеклопластика (фибергласса, фибры). Некоторые исторические виды кастаньет изготавливались из слоновой кости или рога.

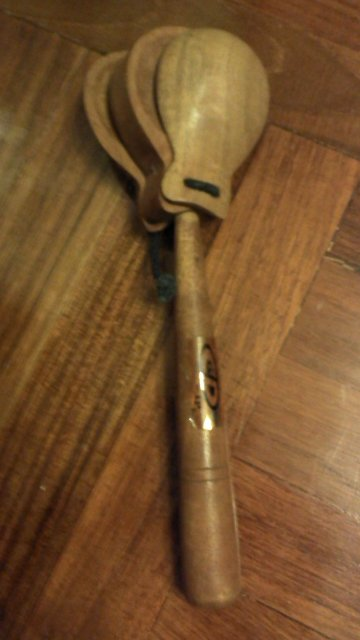
Кастаньета на ручке
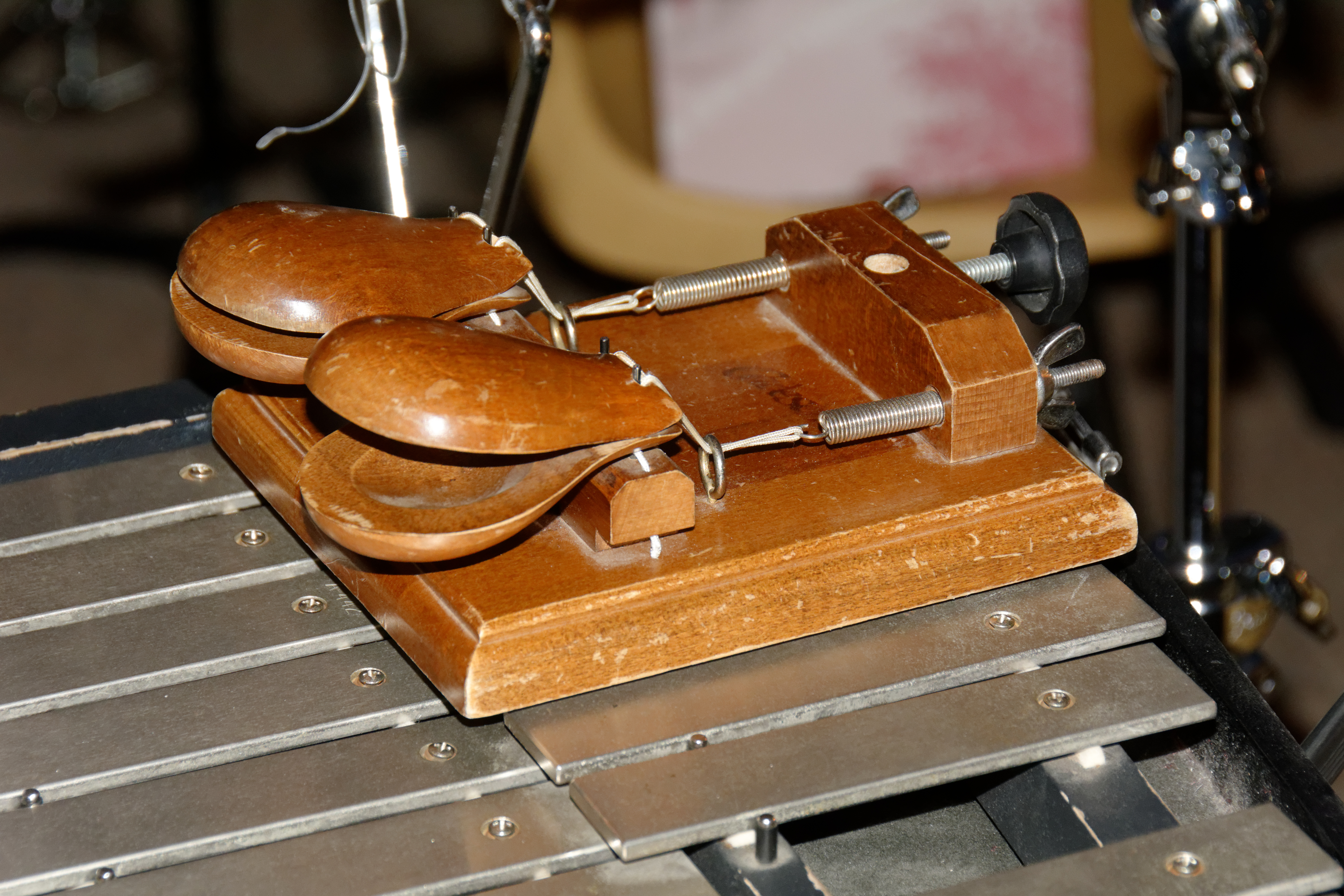
Кастаньет-машина

Оркестровые кастаньеты имеют рукоятки, держа за которые ими ударяют по какому-либо мягкому плотному предмету (об колено или специальное приспособление). Также в оркестре могут использоваться кастаньеты на подставке (кастаньет-машина), по которым ударяют руками или кастаньетами на ручке.

## В классической музыке
В мировой культуре кастаньеты прочно ассоциируются с образом испанской музыки, особенно с музыкой испанских цыган и стилем фламенко, поэтому в классической музыке, как правило, их применяют для придания характерного «испанского колорита». Звучание кастаньет используется в опере Жоржа Бизе «Кармен», в испанских увертюрах Михаила Глинки «Арагонская хота» и «Ночь в Мадриде», в «Испанском каприччио» Николая Римского-Корсакова, в испанских танцах из балетов «Щелкунчик» и «Лебединое озеро» Петра Чайковского, «Золушка» Сергея Прокофьева и других.
Изредка кастаньеты используются и в произведениях, не связанных с испанской тематикой: Камиль Сен-Санс употребил их в опере «Самсон и Далила», Рихард Вагнер — в опере «Тангейзер», Сергей Прокофьев — в Третьем фортепианном концерте.
В классическом балете и народно-сценическом танце кастаньеты используются как в оркестре, так и самими танцовщиками на сцене, во время танца — например, при исполнении арагонской хоты, качучи из балета «Хромой бес», характерных танцев и классических вариаций в таких балетах, как «Дон Кихот», «Эсмеральда» и «Лауренсия».